# Pașcani
Pașcani è un municipio della Romania di 30 766 abitanti, ubicato nel distretto di Iași nella regione storica della Moldavia.
Fanno parte dell'area amministrativa anche le località di Blăgești, Boșteni, Gâstești, Lunca e Sodomeni.

## Origini
Le origini della città sono molto antiche, essendovi state ritrovate tracce di insediamenti umani risalenti al Neolitico.

Le prime attestazioni documentate sulla città risalgono invece al XV secolo, in particolare ad un documento dell'8 aprile 1419.

## Economia
Pur avendo subito, dopo la caduta del regime comunista, una consistente flessione, l'economia della città è ancora prevalentemente industriale, anche se molte delle grandi aziende di stato sono state chiuse e sostituite da numerose imprese di dimensioni medio-piccole. Oltre che nel settore alimentare, rifornito dalle aree rurali circostanti, sono attive aziende nel settore tessile e delle apparecchiature industriali.

## Luoghi d'interesse
- Il Museo Municipale, aperto nella sua attuale struttura nel 1997, con una collezione di cimeli di carattere storico, etnografico e religioso.
- La Casa Cantacuzino-Pașcanu, palazzo civile a due piani costruito tra il 1640 ed il 1650.
- La chiesa Sf. Voievod, edificio costruito nel 1664 e fortemente rimaneggiato nel 1807.

## Amministrazione

### Gemellaggi
- Várpalota, Ungheria
- Fjell, Norvegia
- Ialoveni, Moldavia